# Gerätehaus (Alexisbad)

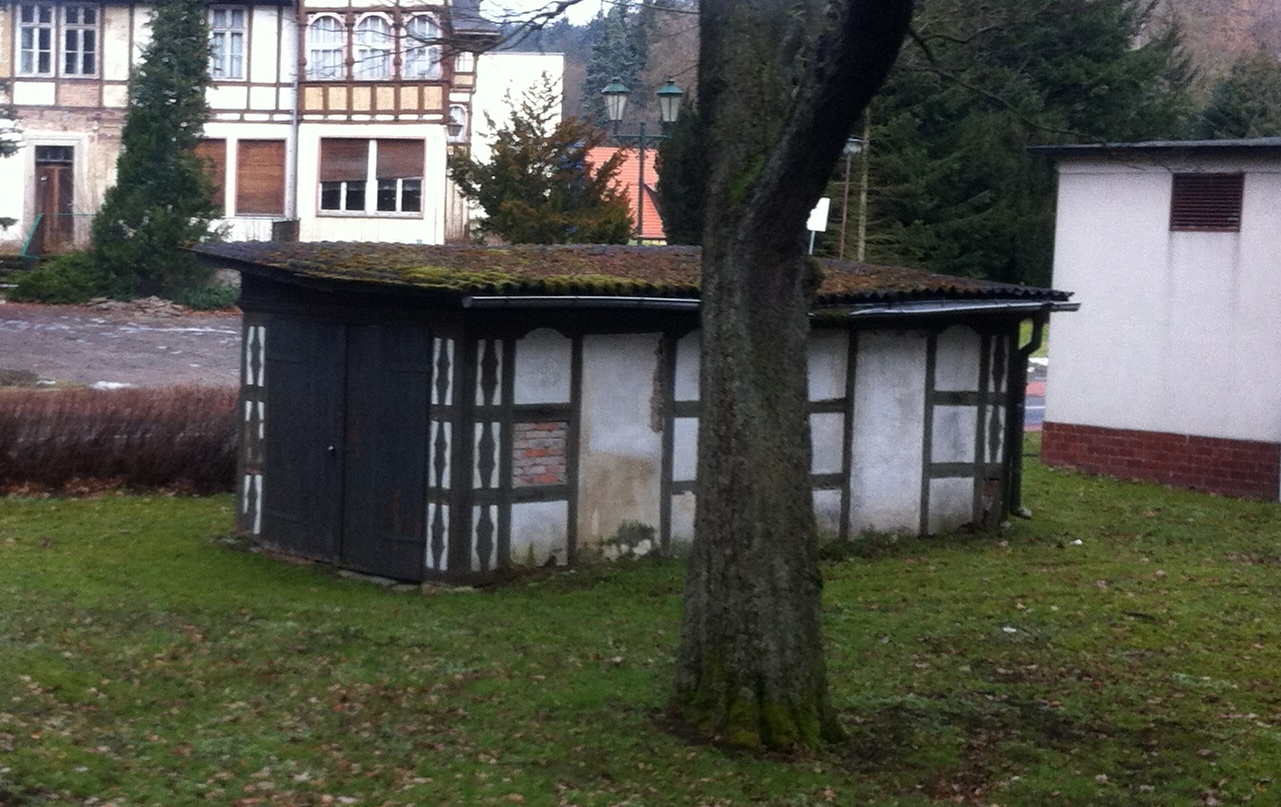
Gerätehaus in Alexisbad

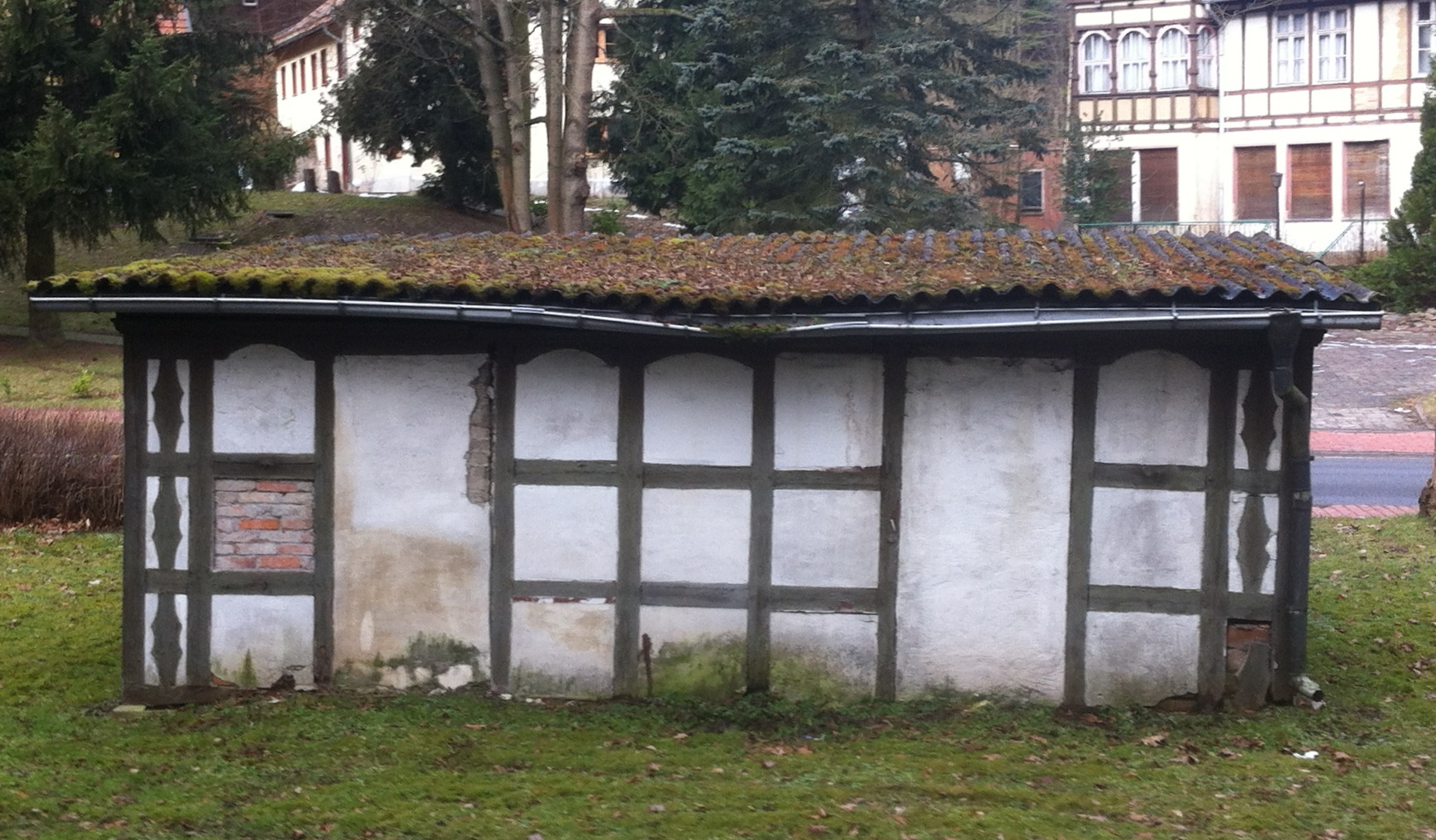
Blick von der Selketalbahn

Das Gerätehaus ist ein denkmalgeschütztes Gebäude im zur Stadt Harzgerode in Sachsen-Anhalt gehörenden Ortsteil Alexisbad im Harz.

## Lage
Das Fachwerkhäuschen befindet sich im Selketal in der Ortsmitte von Alexisbad auf der östlichen Seite der Hauptstraße (gegenüber der Kreisstraße 4). Im örtlichen Denkmalverzeichnis ist es als Gerätehaus und Schuppen eingetragen. Etwas weiter östlich des Gebäudes, auf der anderen Seite der Bahnanlagen/Selketalbahn, fließt die Selke.

## Bauform und Geschichte
Das kleine Gebäude wurde zu Anfang des 19. Jahrhunderts (um 1822) in Fachwerkbauweise errichtet; das Fachwerk ist mit Schmuckformen verziert. Der heute allgemein als Gerätehaus bezeichnete Bau gehörte als Nebengelass zum Grundstück der Villa des Herzogs, dem sogenannten Schweizerhaus, das Ende des Zweiten Weltkrieges im April 1945 zerstört wurde. Das Schweizerhaus diente als Sommersitz der herzoglichen Familie des Kleinstaates Anhalt-Bernburg um Herzog Alexius Friedrich Christian und ihrer Gäste. Das anliegende kleine Gerätehaus selbst war dereinst witterungsgeschützter Unterstand zum Abstellen der herzoglichen Kutsche (Remise). In dem Schuppen soll später auch die Kohle für die Sammelheizung des Schweizerhauses gelagert worden sein.